# Krośniewice (gemeente)

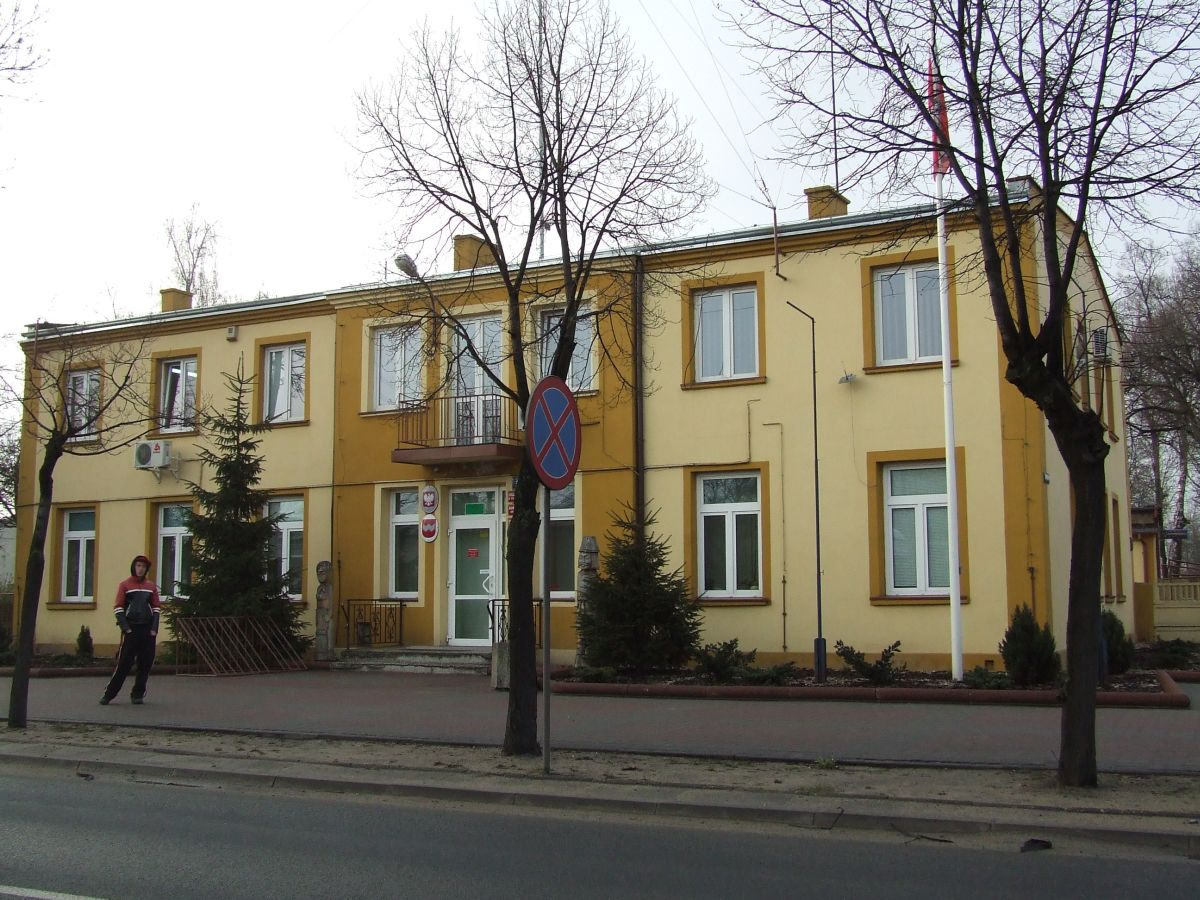
Gemeentehuis

De gemeente Krośniewice is een stad- en landgemeente in het Poolse woiwodschap Łódź, in powiat Kutnowski.
De zetel van de gemeente is in Krośniewice.
Op 30 juni 2004 telde de gemeente 9161 inwoners.

## Oppervlakte gegevens
In 2002 bedroeg de totale oppervlakte van gemeente Krośniewice 94,65 km², waarvan:
- agrarisch gebied: 89%
- bossen: 3%

De gemeente beslaat 10,68% van de totale oppervlakte van de powiat.

## Demografie
Stand op 30 juni 2004:
| Omschrijving                   | Totaal | Totaal | Vrouwen | Vrouwen | Mannen | Mannen |
| ------------------------------ | ------ | ------ | ------- | ------- | ------ | ------ |
| eenheid                        | aantal | %      | aantal  | %       | aantal | %      |
| inwoners                       | 9161   | 100    | 4704    | 51,3    | 4457   | 48,7   |
| bevolkingsdichtheid (inw./km²) | 96,8   | 96,8   | 49,7    | 49,7    | 47,1   | 47,1   |

In 2002 bedroeg het gemiddelde inkomen per inwoner 1388,28 zł.

## Aangrenzende gemeenten
Chodów, Daszyna, Dąbrowice, Kutno, Nowe Ostrowy